# سیارک ۶۸۸۷
سیارک ۶۸۸۷ (به انگلیسی: 6887 Hasuo، نامگذاری:1951WH) شش هزار و هشتصد و هشتاد و هفتمین سیارک کشف شده‌است که در ۲۴ نوامبر ۱۹۵۱ و در نیس کشف شد.